# Max Bräuner
Max Bräuner (* 6. September 1882 in Karlsruhe; † 9. Dezember 1966 in Lüneburg) war ein deutscher Psychiater, der als Direktor der Landes-Heil- und Pflegeanstalt Lüneburg während der Zeit des Nationalsozialismus an Euthanasieverbrechen beteiligt war.

## Leben
Bräuner, Sohn eines Postdirektors, wuchs in Göttingen auf. Er absolvierte nach dem Gymnasialbesuch ein Medizinstudium und erhielt 1908 seine Approbation und promovierte zum Dr. med. Ab 1909 war er nach seinem Medizinalpraktikum an der Landes-Heil- und Pflegeanstalt Lüneburg als Assistenzarzt tätig und ab April 1911 als Abteilungsarzt. Am Ersten Weltkrieg nahm er von 1914 bis 1918 als Militärarzt teil. Nach Kriegsende kehrte er an die Landes-Heil- und Pflegeanstalt Lüneburg zurück, wo er 1921 zum Oberarzt und im April 1927 zum stellvertretenden Direktor befördert wurde.
Nach der Machtübernahme durch die Nationalsozialisten trat er zum 1. Mai 1933 der NSDAP bei (Mitgliedsnummer 2.622.947). Zudem gehörte er dem NS-Ärztebund und der NSV an. Bräuner wurde zum Obermedizinalrat befördert und war von Anfang Januar 1935 bis zum September 1945 Direktor der Landes-Heil- und Pflegeanstalt Lüneburg. Von 1938 bis 1944 war er Kreisbeauftragter für das Rassenpolitische Amt der NSDAP in Lüneburg-Stadt. Während des Zweiten Weltkrieges musste er aufgrund einer Unabkömmlichkeitsstellung keinen Kriegsdienst leisten. Im Oktober 1941 ließ er in der Landes-Heil- und Pflegeanstalt Lüneburg eine Kinderfachabteilung (euphemistisch für Mordabteilung) einrichten, die von Willi Baumert geleitet wurde. Nachdem Baumert im September 1944 zur Waffen-SS eingezogen wurde, übernahm Bräuner in Personalunion die Abteilungsleitung bis April 1945. Bräuner und Baumert ließen zwischen 1941 und 1945 im Rahmen der Kinder-Euthanasie über 300 psychisch kranke und körperbehinderte Kinder mittels todbringender Luminal- und Morphingaben ermorden.
Vor der Besetzung Lüneburgs durch britische Truppen vernichtete Bräuner noch alle belastenden Unterlagen. Im September 1945 wurde er von seinen ärztlichen Funktionen entbunden und 1949 endgültig in den Ruhestand versetzt. Von 1946 bis 1949 musste er sich in einem Verfahren in Hannover aufgrund von „Verbrechen gegen die Menschlichkeit“ verantworten, das jedoch aus Mangel an Beweisen eingestellt wurde. Im Prozess gegen Hans Hefelmann gab Bräuner am 30. November 1961 seine Beteiligung an den Kindstötungen zu.
Am 3. März 1966 wurde Bräuner aufgrund von Verhandlungsunfähigkeit durch das Landgericht Lüneburg außer Verfolgung gesetzt.